# Orgel von St. Sebastian (Augsburg)
Die Koulen-Orgel von St. Sebastian, der ehemaligen Klosterkirche St. Sebastian in Augsburg, ist das größte erhaltene und gleichzeitig spielbar aufgestellte Instrument der Firma Heinrich Koulen & Sohn.

## Beschreibung
Im Jahr 1912 wurde das von der Firma Heinrich Koulen & Sohn erbaute Instrument mit Stücken von Alexandre Guilmant, Josef Gabriel Rheinberger, Johann Sebastian Bach, uvm. eingeweiht. Trotz ihrer deutschen Registerbezeichnungen steht die Orgel klanglich in der Tradition der späten französischen Symphonik im Stil der Firmen Mutin-Cavaillé-Coll und Joseph Merklin. Bei letztgenannter hatte Heinrich Koulen das Orgelbauhandwerk gelernt.
Französische Einflüsse zeigen sich unter anderem in der Besetzung der Zungen, z. B. der Bauform der Oboe im Schwellwerk als französische Hautbois oder auch in der für deutsche Orgeln dieser Zeit ungewöhnlichen Disponierung einer Septime 1 1⁄7′ im Schwellwerk, die intonatorisch wenig gemein hat mit den gleichnamigen Aliquotregistern der Orgelbewegung der 1960er Jahre. Deutsche Einflüsse hingegen zeigen sich in der Wahl der pneumatischen Traktur und dem Bau von zwei durchschlagenden Zungenregistern (Fagott 16′ im Schwellwerk und Posaune 16′ im Pedal).
Weitere klangliche Besonderheiten der Orgel sind die zahlreichen überblasenden Register, darunter gleich zwei Flöten im Hauptwerk, eine im Unterwerk und nicht zuletzt der sonore überblasende Hauptwerksprincipal 8′ entsprechend dem französischen Register Montre 8′.
Des Weiteren besitzt die Orgel die relativ seltene Zungenstimme Cor anglais 8′ mit voller Becherlänge.
Die Koulen-Orgel ist somit eine der wenigen original französisch-symphonischen Instrumente auf deutschem Boden und besitzt aufgrund dessen eine überregionale Bedeutung. Zudem ist sie die größte spielbar erhaltene Orgel der elsässisch-deutschen Orgelbaufirma Heinrich Koulen & Sohn. Die mit 70 Registern größte erhaltene Koulen-Orgel der Martinskirche Landshut befindet sich seit 1984 eingelagert im Orgelzentrum Valley. Die größte Koulen-Orgel überhaupt, welche sich in der Augsburger Basilika St. Ulrich und Afra befand und über 73 Register verfügte, ist nicht erhalten.

## Umbau 1965

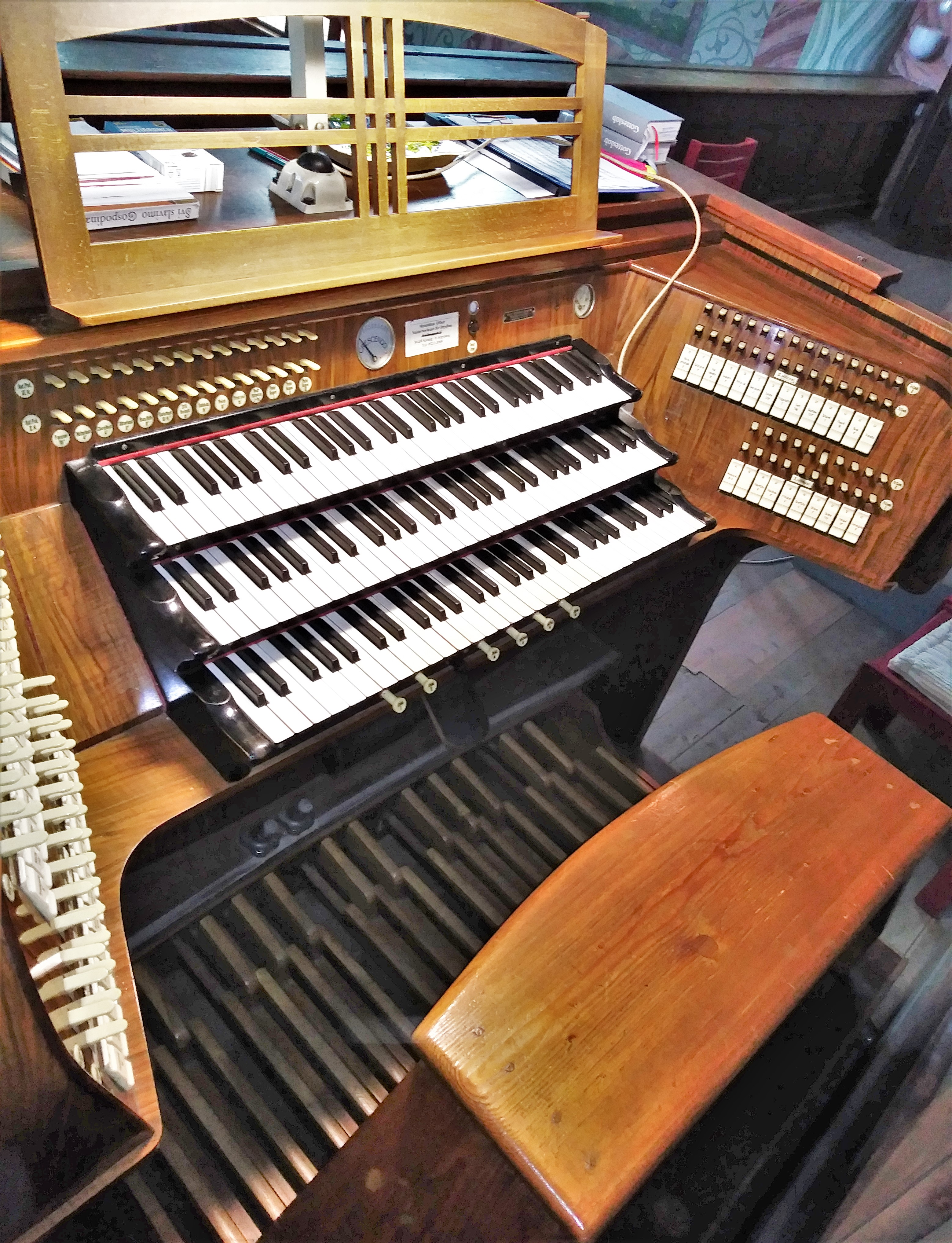
Spieltisch von 1965

Im Jahr 1965 fand ein Umbau der Orgel durch die Firma Offner aus dem nahegelegenen Kissing statt. Der Eingriff ist aus heutiger Sicht im Vergleich zu anderen Umbauten jener Zeit als relativ behutsam einzustufen. Die Disposition wurde verändert, indem einige Register innerhalb der Orgel das Teilwerk wechselten oder zu Registern höherer Fußtonlage aufgerückt wurden. Aus bisher unerklärlichen Gründen wurde die Registerzahl um insgesamt zwei Register verringert. Die entsprechenden Pfeifenstöcke auf den Windladen im Haupt- und Unterwerk sind nach wie vor vorhanden, aber vakant. In einigen Fällen wurden klanglich unverändert belassene Register umbenannt, um einer weniger romantischen Lesart zu folgen. So verbirgt sich hinter dem heute als Hohlflöte 4′ beschrifteten Register im Hauptwerk nach wie vor die überblasende Harmonieflöte 4′ von 1912.
Trotz dieser Dispositionsänderungen wurde die Intonation aller Register 1965 nicht angetastet, weshalb der originale Klang unverändert bis heute erhalten ist.
Technisch wurde die Orgel elektrifiziert und erhielt einen neuen Spieltisch von Eisenschmid. Der originale Koulen-Spieltisch wurde ohne Funktion auf der Empore belassen und ist daher ebenso erhalten.

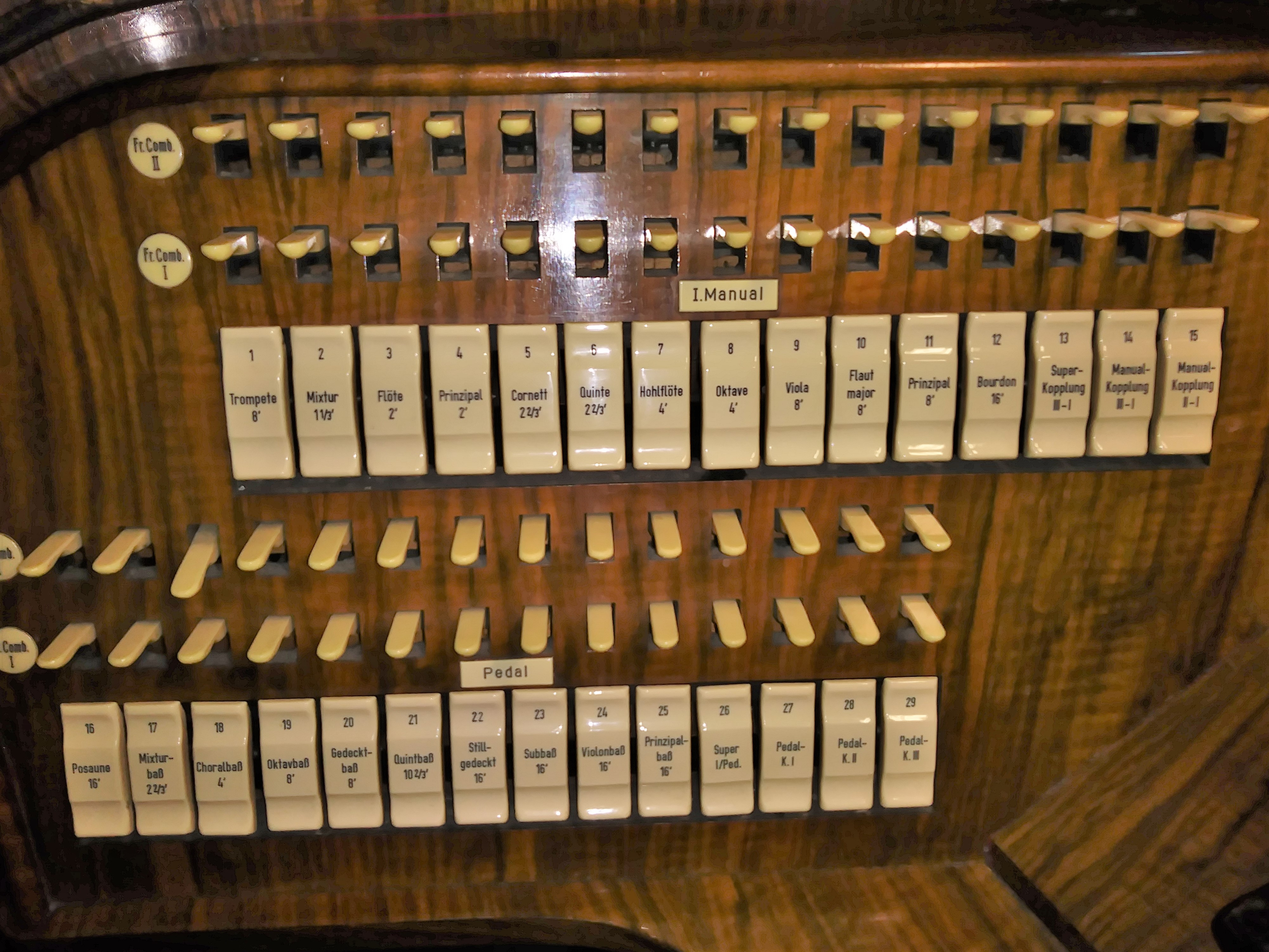
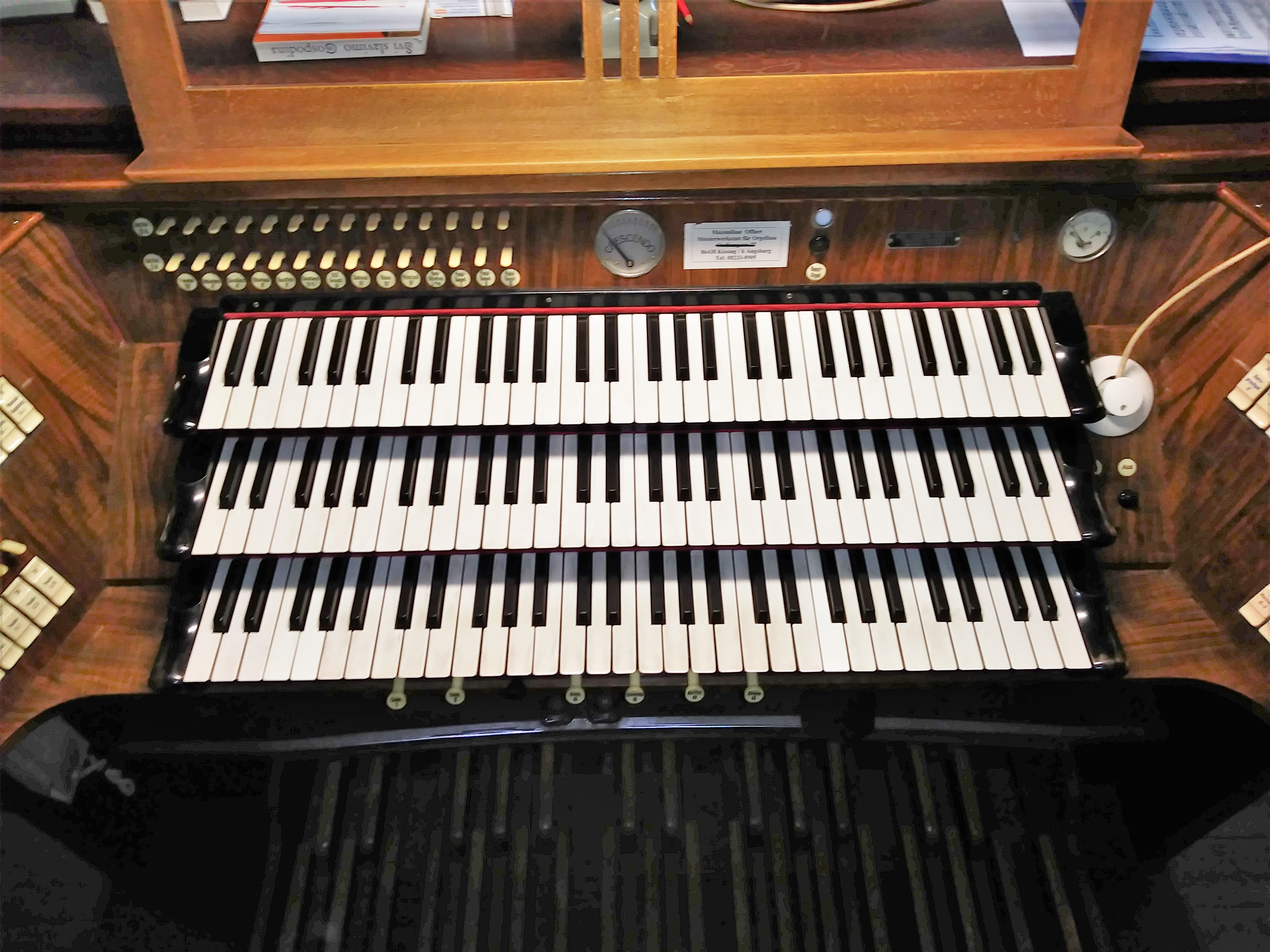
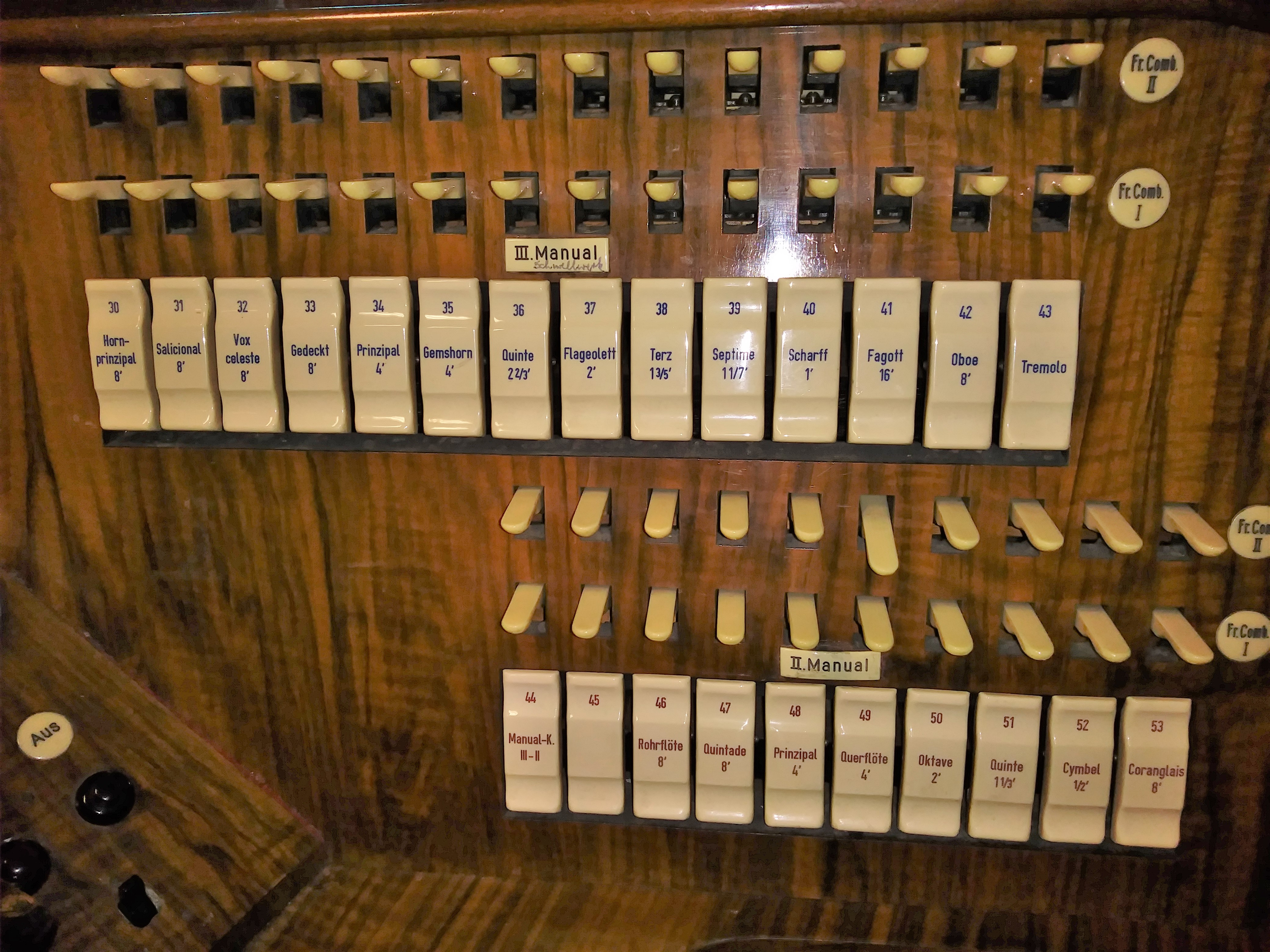

## Aktuelle Situation und weiterer Ausblick
Aufgrund der Lage der Kirche etwas abseits der Augsburger Innenstadt in unmittelbarer Nachbarschaft zum MAN-Firmengelände und nach Auflösung des Kapuzinerklosters im Jahr 2008 geriet die Koulen-Orgel und ihre Bedeutung aus dem Blickfeld. Die Kirche und das Instrument werden nach wie vor für Gottesdienste von der deutschen, aber auch kroatischen Gemeinde, rege genutzt.
Im Jahr 2019 trat Marius Beckmann die Stelle als Organist in den Gemeinden St. Georg und St. Sebastian an und erkannte den historischen und klanglichen Wert der Koulen-Orgel wieder.
In der nächsten Zeit soll der originale Koulen-Spieltisch restauriert, elektrifiziert und wieder an die Orgel angeschlossen werden. Eine Restaurierung der Orgel ist in Planung. Des Weiteren sind Orgelkonzerte und CD-Aufnahmen geplant.

## Disposition seit 1965
Die Disposition seit dem Umbau 1965 ist:
| I Hauptwerk C–g3 |             |       |
| 1.               | Bourdon     | 16′   |
| 2.               | Principal   | 8′    |
| 3.               | Flaut major | 8′    |
| 4.               | Viola       | 8′    |
| 5.               | Octave      | 4′    |
| 6.               | Hohlflöte   | 4′    |
| 7.               | Quinte      | 2 ⁄3′ |
| 8.               | Principal   | 2′    |
| 9.               | Flöte       | 2′    |
| 10.              | Mixtur V    | 1 ⁄3′ |
| 11.              | Cornet V    | 2 ⁄3′ |
| 12.              | Trompete    | 8′    |

| II Unterwerk C–g3 |             |       |
| 13.               | Rohrflöte   | 8′    |
| 14.               | Quintade    | 8′    |
| 15.               | Principal   | 4′    |
| 16.               | Querflöte   | 4′    |
| 17.               | Octave      | 2′    |
| 18.               | Quinte      | 1 ⁄3′ |
| 19.               | Cymbel      | 1⁄2′  |
| 20.               | Cor anglais | 8′    |

| III Schwellwerk C–g3 |               |        |
| 21.                  | Hornprincipal | 8′     |
| 22.                  | Gedeckt       | 8′     |
| 23.                  | Salicional    | 8′     |
| 24.                  | Vox céleste   | 8′     |
| 25.                  | Principal     | 4′     |
| 26.                  | Gemshorn      | 4′     |
| 27.                  | Quinte        | 2 ⁄3′  |
| 28.                  | Flageolett    | 2′     |
| 29.                  | Terz          | 1 3⁄5′ |
| 30.                  | Septime       | 1 ⁄7′  |
| 31.                  | Scharff III   | 1′     |
| 32.                  | Fagott        | 16′    |
| 33.                  | Hautbois      | 8′     |
|                      | Tremulant     |        |

| Pedal C–f1 |                |         |
| 34.        | Principalbass  | 16′     |
| 35.        | Violonbass     | 16′     |
| 36.        | Subbass        | 16′     |
| 37.        | Stillgedeckt   | 16′     |
| 38.        | Quintbass      | 10 2⁄3′ |
| 39.        | Octavbass      | 8′      |
| 40.        | Gedecktbass    | 8′      |
| 41.        | Choralbass     | 4′      |
| 42.        | Mixturbass III | 2 ⁄3′   |
| 43.        | Posaune        | 16′     |

- Koppeln:
  - Normalkoppeln: II/I, III/I, III/II, I/P, II/P, III/P
  - Superoktavkoppeln: III/I, I/P
- Spielhilfen: Handregister, 2 freie Kombinationen, Crescendo-Walze, Automatisches Pedal, Zungenabsteller, Generaltutti

Anmerkungen:
1. 1 2 3 4  Überblasend.
2. 1 2  Durchschlagendes Zungenregister.
3. ↑  Weder Transmission noch Windabschwächung, sondern eigenständiges Register!

## Originale Disposition 1912–1965
Die Disposition bis 1965 war:
| I Hauptwerk C– |               |       |
| 1.             | Bourdon       | 16′   |
| 2.             | Principal     | 8′    |
| 3.             | Flaut major   | 8′    |
| 4.             | Gamba         | 8′    |
| 5.             | Dolce         | 8′    |
| 6.             | Gedeckt       | 8′    |
| 7.             | Quintatön     | 8′    |
| 8.             | Octave        | 4′    |
| 9.             | Harmonieflöte | 4′    |
| 10.            | Gemshorn      | 4′    |
| 11.            | Principal     | 2′    |
| 12.            | Mixtur        | 2 ⁄3′ |
| 13.            | Cornet        | 2 ⁄3′ |
| 14.            | Trompete      | 8′    |

| II Unterwerk C– |                   |       |
| 15.             | Dolce Gedeckt     | 16′   |
| 16.             | Geigenprincipal   | 8′    |
| 17.             | Fernflöte         | 8′    |
| 18.             | Rohrflöte         | 8′    |
| 19.             | Salicional        | 8′    |
| 20.             | Aeoline           | 8′    |
| 21.             | Traversflöte      | 4′    |
| 22.             | Flageolet         | 2′    |
| 23.             | Harmonia aetheria | 2 ⁄3′ |
| 24.             | Cor anglais       | 8′    |

| III Schwellwerk C– |                  |        |
| 25.                | Lieblich Gedeckt | 16′    |
| 26.                | Hornprincipal    | 8′     |
| 27.                | Konzertflöte     | 8′     |
| 28.                | Viola d’amour    | 8′     |
| 29.                | Vox coelestis    | 8′     |
| 30.                | Violine          | 4′     |
| 31.                | Hohlflöte        | 4′     |
| 32.                | Quinte           | 2 ⁄3′  |
| 33.                | Piccolo          | 2′     |
| 34.                | Terzflöte        | 1 3⁄5′ |
| 35.                | Septime          | 1 ⁄7′  |
| 36.                | Fagott           | 16′    |
| 37.                | Oboe             | 8′     |
|                    | Tremulant        |        |

| Pedal C– |               |         |
| 38.      | Principalbass | 16′     |
| 39.      | Violonbass    | 16′     |
| 40.      | Subbass       | 16′     |
| 41.      | Stillgedeckt  | 16′     |
| 42.      | Quintbass     | 10 2⁄3′ |
| 43.      | Octavbass     | 8′      |
| 43.      | Gedecktbass   | 8′      |
| 44.      | Cello         | 8′      |
| 45.      | Posaune       | 16′     |

Anmerkungen:
1. 1 2 3 4  Überblasend.
2. 1 2  Durchschlagendes Zungenregister.
3. ↑  Weder Transmission noch Windabschwächung, sondern eigenständiges Register!

## Bildergalerie

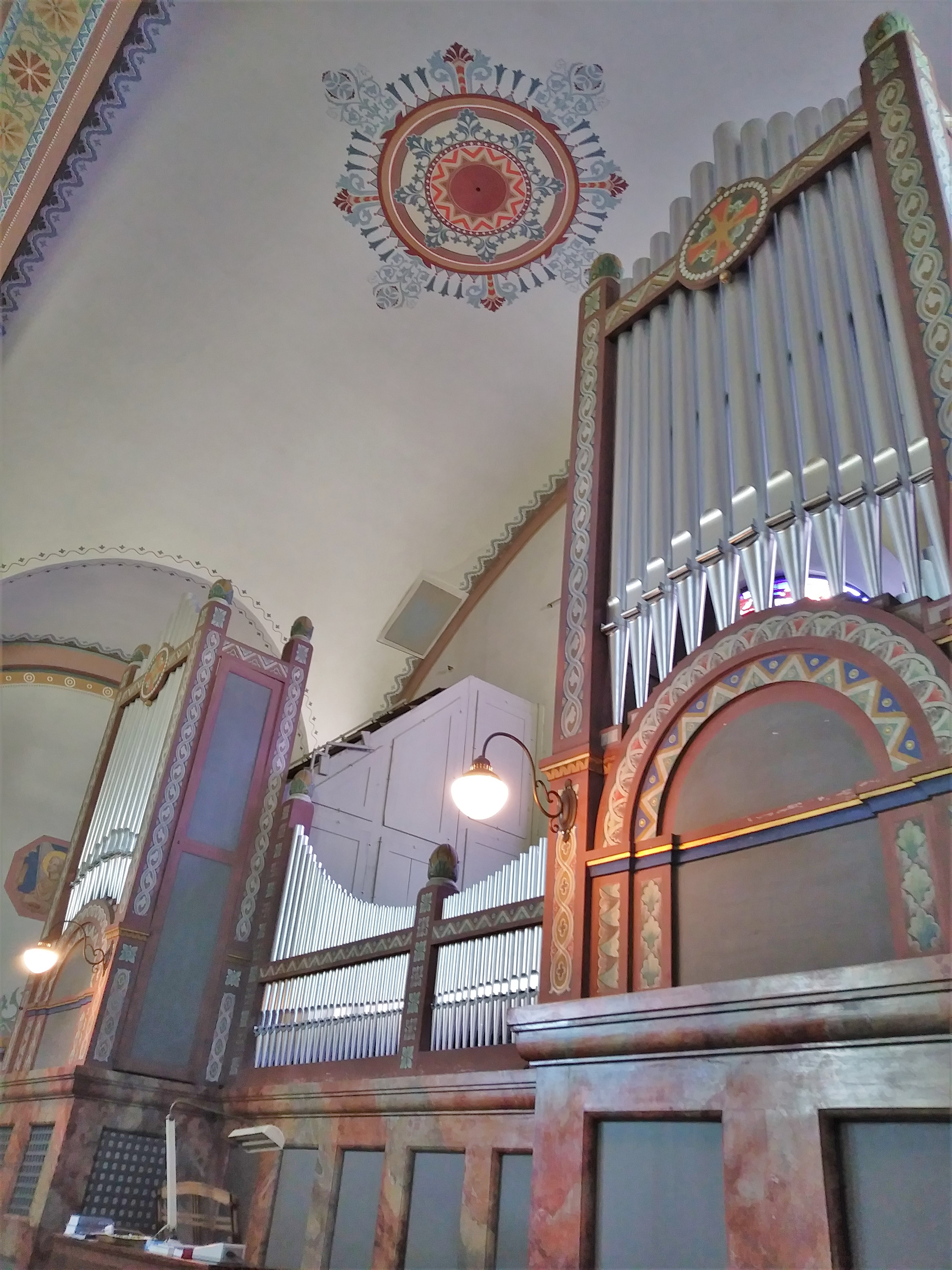
Prospekt
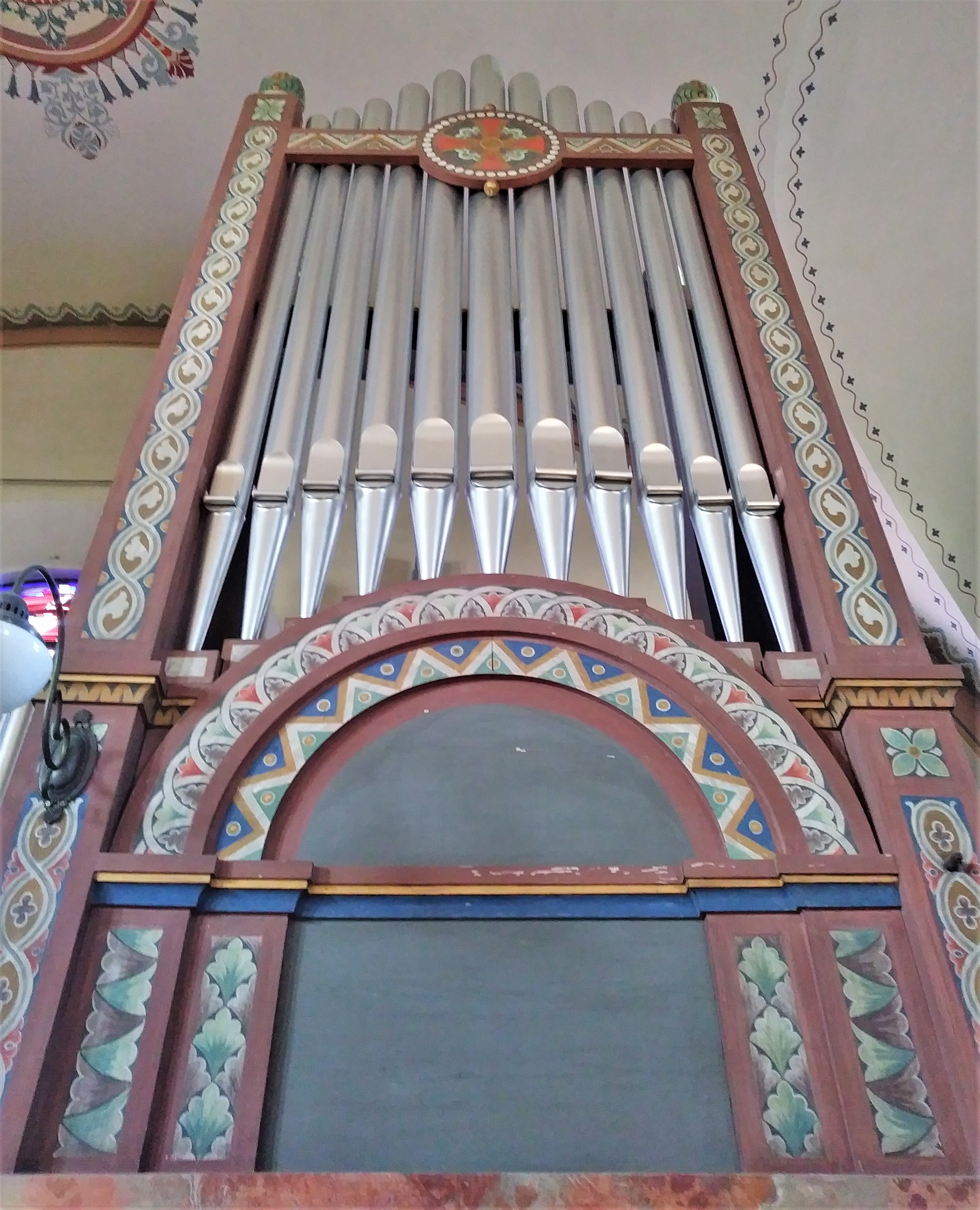
Prospekt
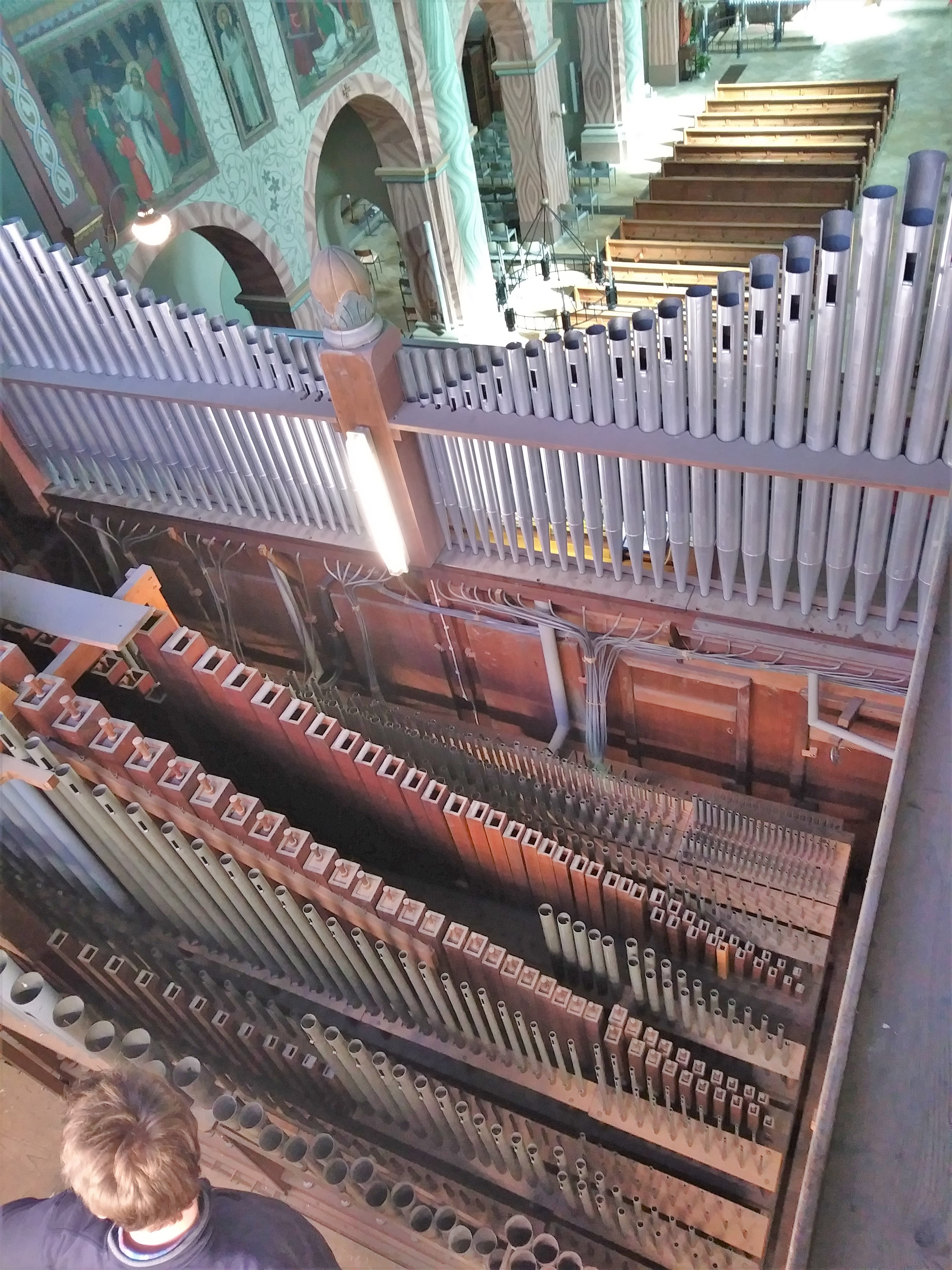
Hauptwerk
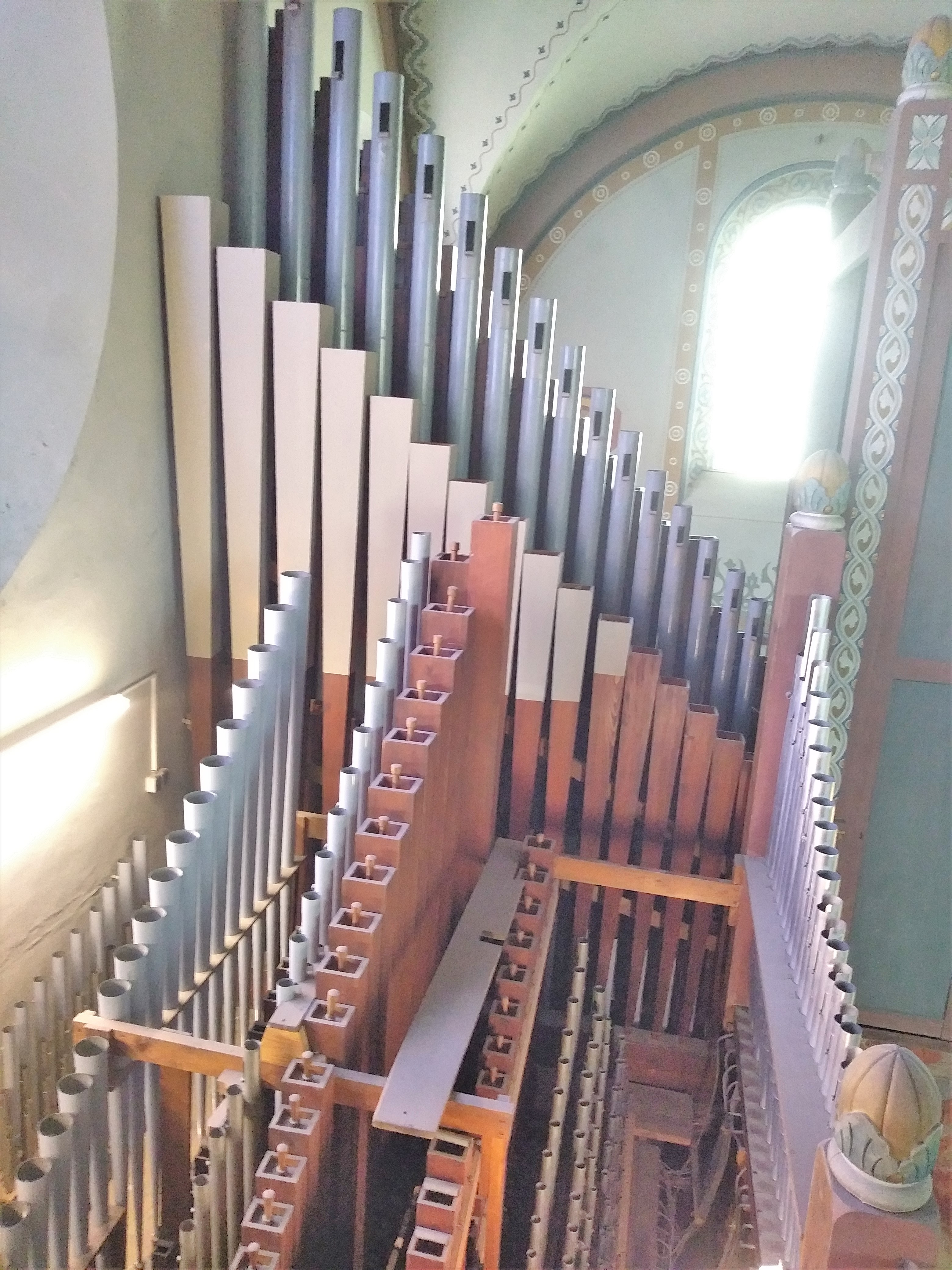
Haupt- und Pedalwerk
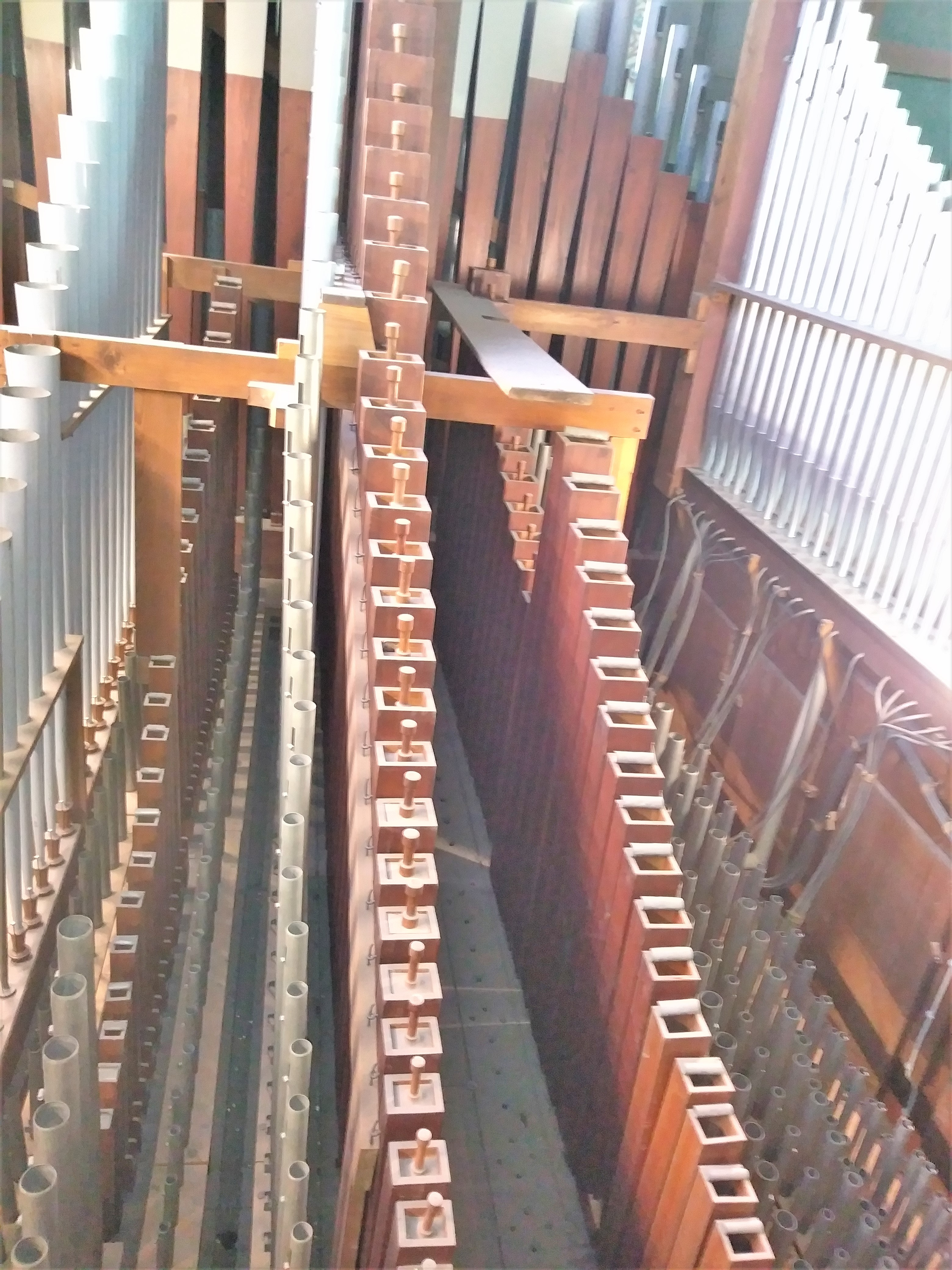
Vakanter Pfeifenstock des Gedeckt 8′ (Bildmitte)
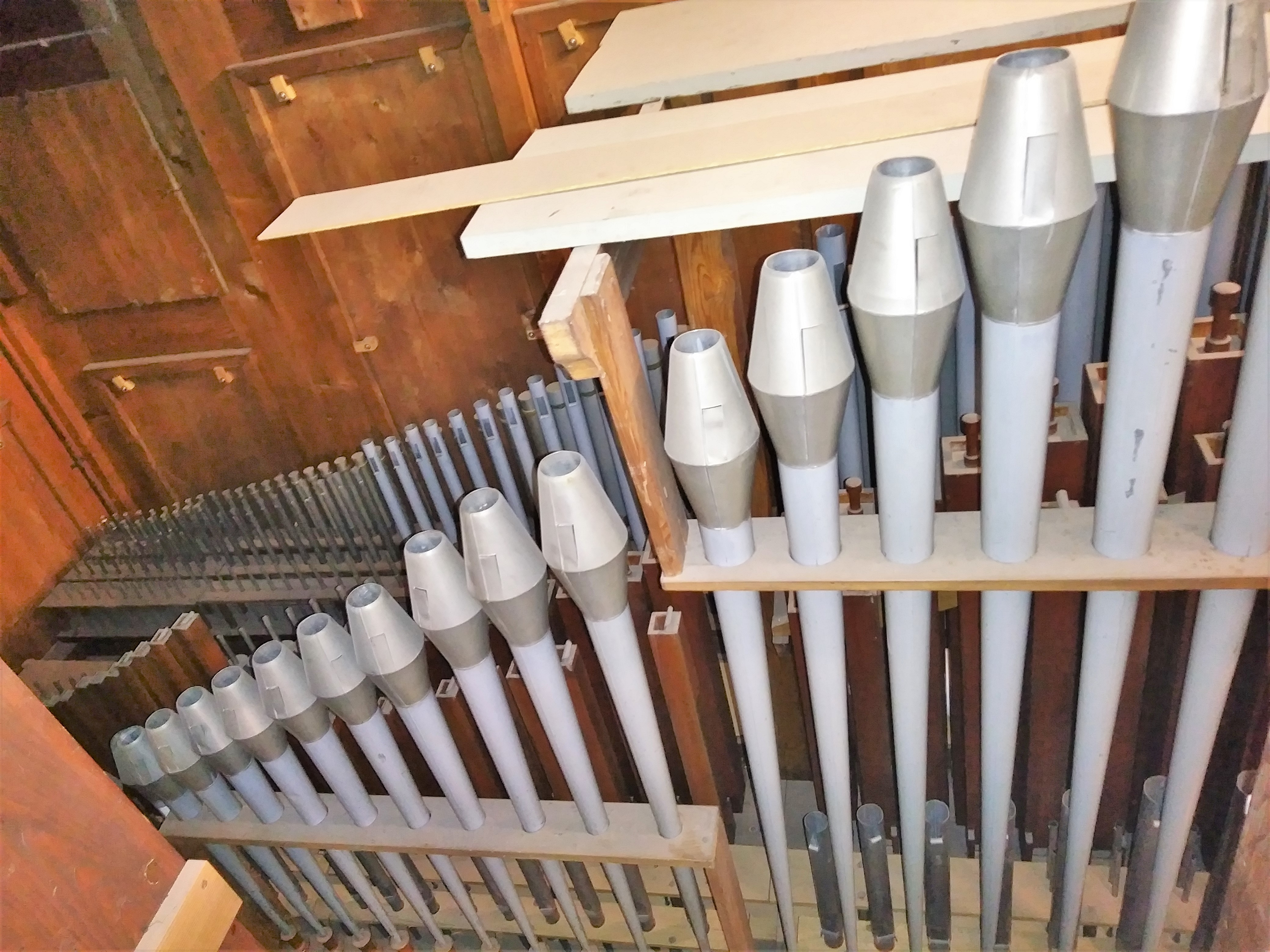
Cor anglais 8′ (volle Länge)
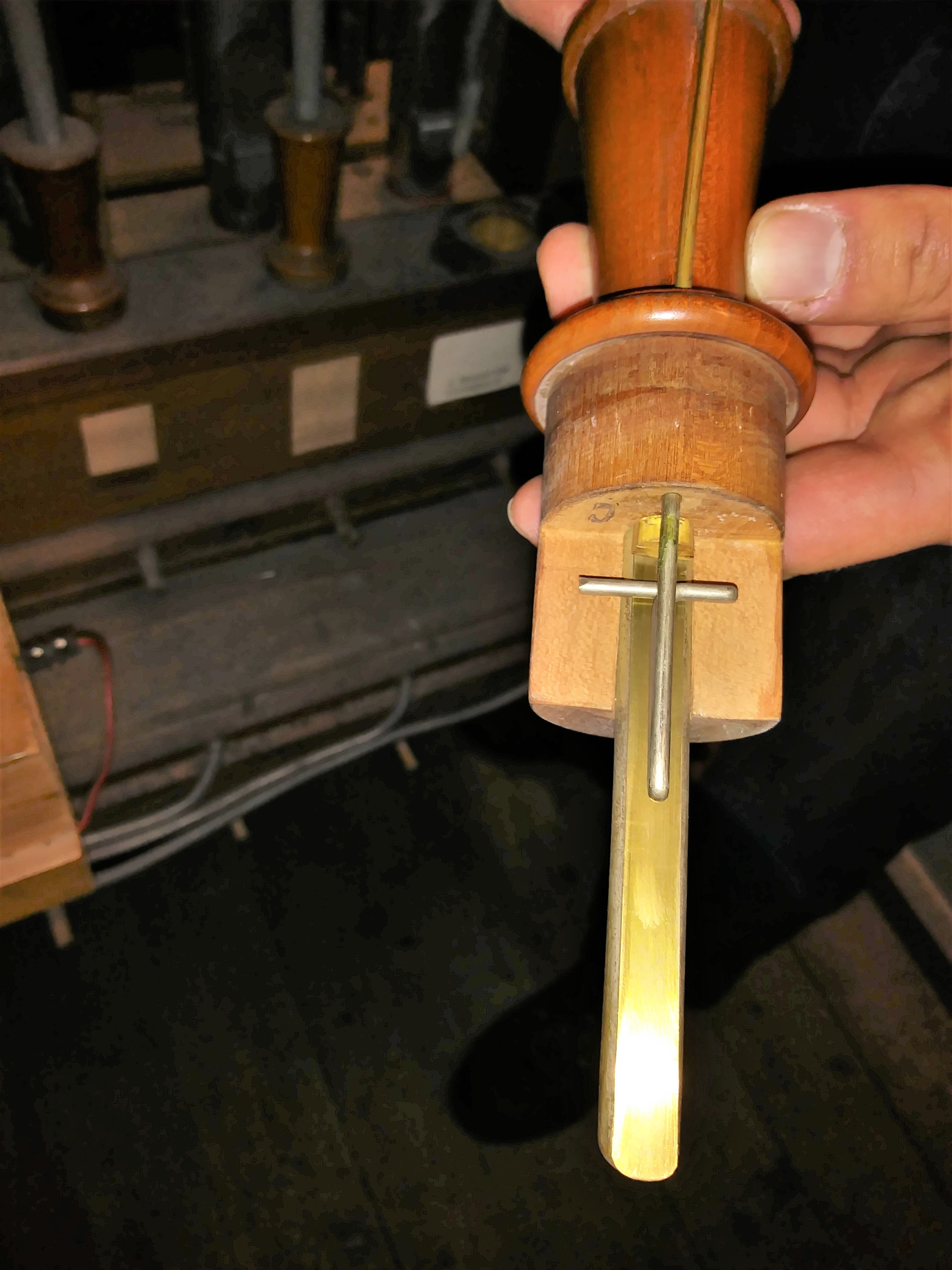
Cor anglais 8′ (aufschlagend)
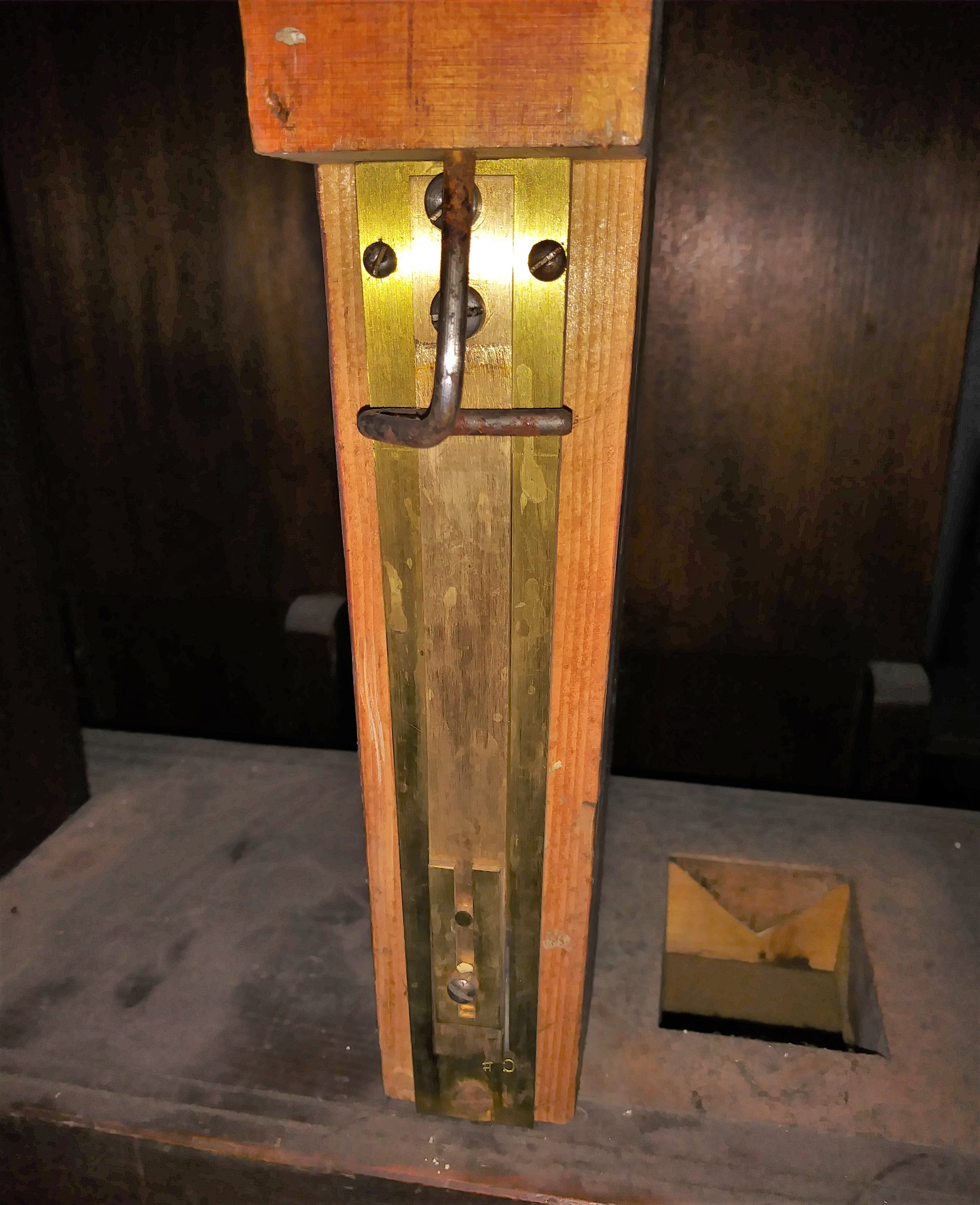
Posaune 16′ (durchschlagend)
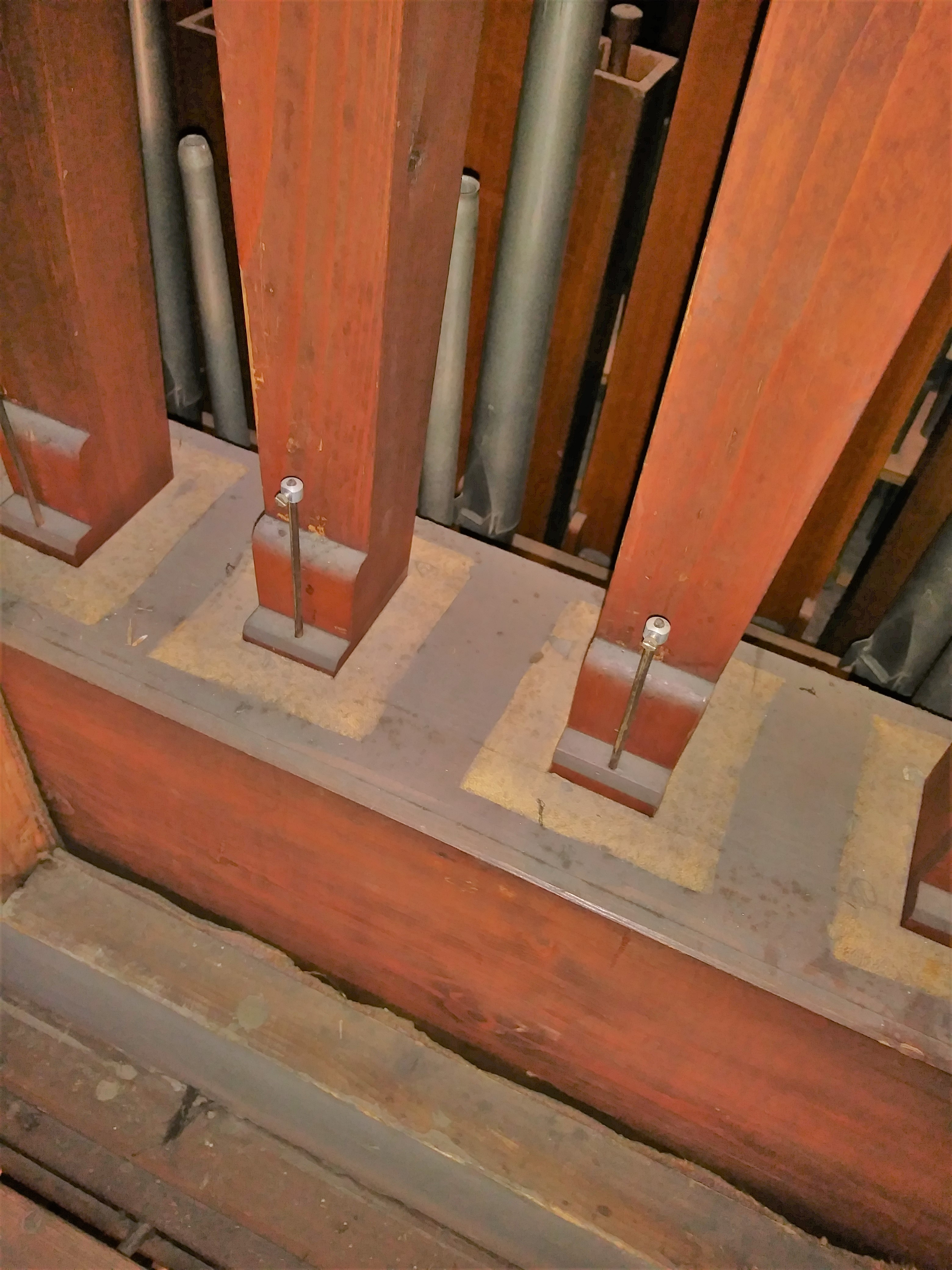
Zungenblock des Fagott 16′ (durchschlagend)
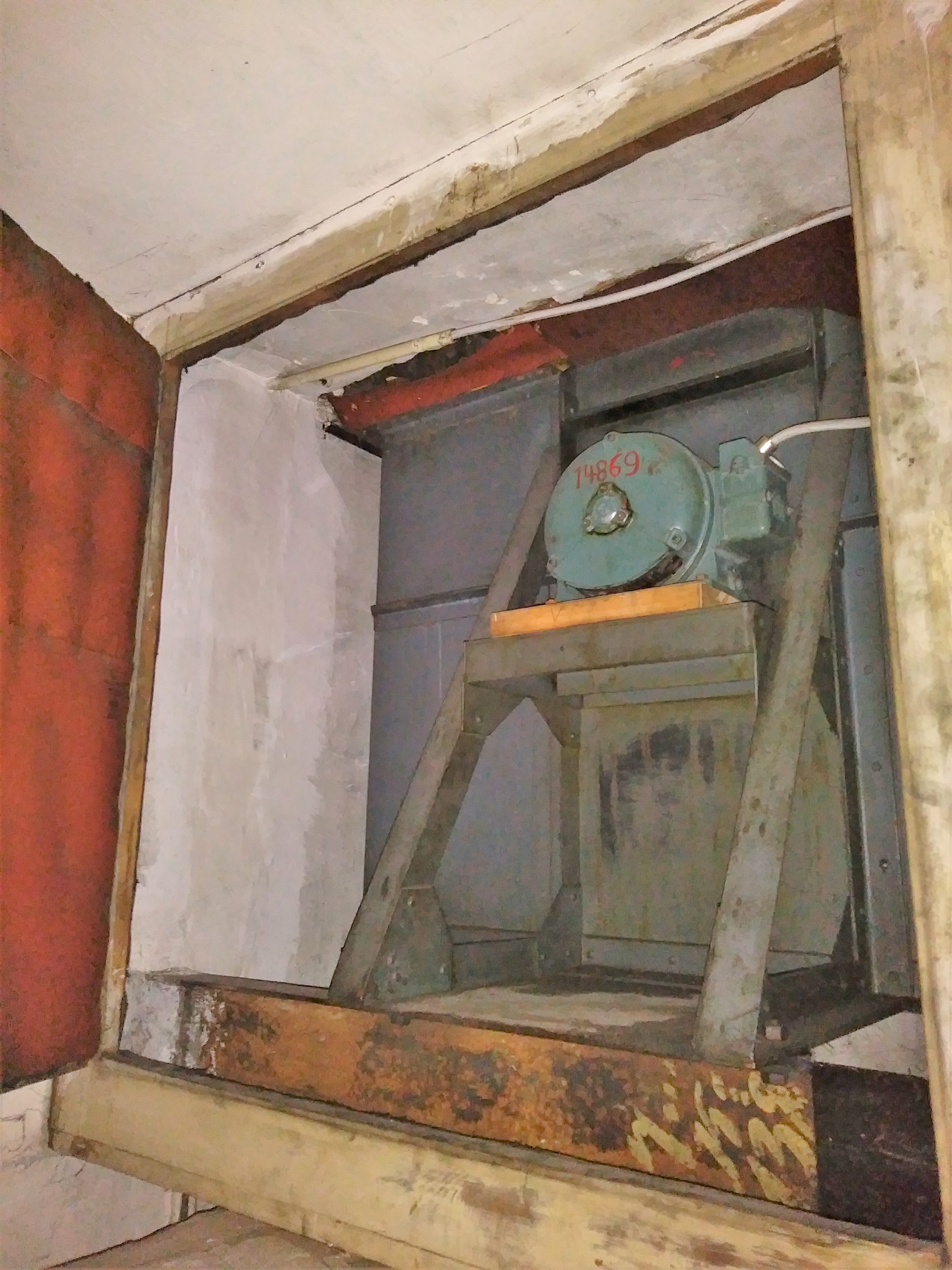
Meidinger-Gebläse von 1912